# Irisuna-jima
Irisuna-jima (japanisch 入砂島) bzw. auch Idesuna-jima (出砂島) ist eine Insel der japanischen Ryūkyū-Inselkette.
Obwohl die Insel zur Gemeinde Tonaki gehört, untersteht sie tatsächlich dem in der Kadena Air Base stationierten 18th Wing (18. Geschwader) der US Air Force.

## Benennung
Auf den amtlichen Karten des japanischen Landesvermessungsamtes Kokudo Chiriin wird sie als Irisuna-jima geführt, während die US-Streitkräfte die Bezeichnung Idesuna-jima verwenden. In einem Landregister aus der Keichō-Ära (1596–1615) findet sich der Name Desona für die Insel, aus dem dann Idesuna wurde. Idesuna bedeutet dabei „herauskommender Sand“ und jima „Insel“. Die Herkunft des heutigen japanischen Namens Irisuna in der gegensätzlichen Bedeutung „hineingehender Sand“ ist unbekannt.

## Geografie
Irisuna-jima liegt 3,5 km nordwestlich von Tonaki-jima. Die kommaförmige Insel mit einer Länge von 750 m und der größten Breite von 550 m hat eine Fläche von 0,26 km² und ragt bis zu 32 m auf. Umgeben ist sie von einem Atoll mit den Ausmaßen 2 × 1,5 km, dessen Ring jedoch nicht ständig über den Meeresspiegel hinausragt.

## Geschichte
Vor dem Zweiten Weltkrieg wurde die Insel als Sitz eines kami angesehen und dementsprechend von den Bewohnern der benachbarten Insel Tonaki verehrt. Alle vier Jahre wurde eine Familie aus Tonaki ausgewählt, die auf Irisuna leben und sich um diese kümmern musste.
1945 wurde die Insel von den USA besetzt und wird seit dem 27. Oktober 1957 als Schießtestgelände Idesuna Jima Range (出砂島射爆撃場 Idesuna-jima shabakugekiba) genutzt, sowie ab dem 6. November 1975 gemeinsam mit den japanischen Luftselbstverteidigungsstreitkräften. Von Seiten der US-Streitkräfte wird das 2,45 km² große Gelände von der US Air Force, der United States Navy und dem US Marine Corps genutzt. Am 7. Februar 1978 kam es bei einer Nachtübung der Midway und ihrer Flugzeuge zu einem Zwischenfall, bei dem ein Leuchtspurgeschoss sein Ziel auf der Insel verfehlte und in bewohntes Gebiet auf der Nachbarinsel landete.